# Jan Gmyrek
Jan Wojciech Gmyrek, född den 2 mars 1951 i Krakow, Polen, är en polsk handbollsspelare.
Han tog OS-brons i herrarnas turnering i samband med de olympiska handbollstävlingarna 1976 i Montréal.